# Andrés Hernández Ros
Pour les articles homonymes, voir Hernández et Ros.
Andrés Hernández Ros, né le 30 juillet 1948 à Murcie et mort le 26 juin 2016 dans la même ville, est un homme politique espagnol, membre du Parti socialiste ouvrier espagnol (PSOE). Il est président de la région de Murcie entre 1983 et 1984.

## Biographie

### Débuts en politique
Formé aux sciences chimiques dans un établissement jésuite de Murcie, il commence une activité politique et syndicale clandestine. Il est ensuite recruté par Cauchos de Levante S.A., puis rejoint à la fin des années 1960 l'Action syndicale des travailleurs (AST), structure marxiste qui préfigure l'ORT.
Il est emprisonné le 7 novembre 1970 à la prison provinciale de Murcie, accusé du délit d'association illicite pendant son service militaire. Libéré, il se lance dans diverses entreprises à partir de 1974, créant notamment une librairie qui sera utilisé par les opposants modérés de gauche au franquisme.
Il adhère finalement au PSOE en 1975.

### Maître d'œuvre du processus d'autonomie de Murcie
Il devient secrétaire général du Parti socialiste de la région de Murcie-PSOE (PSRM-PSOE) trois ans plus tard. Le 5 mai 1979, Andrés Hernández Ros est élu à 30 ans président du conseil régional de Murcie par 20 voix pour, 16 contre et 1 blanc. Il s'engage alors à engager au plus vite le processus vers la création d'une communauté autonome pour la région de Murcie. Après l'adoption du statut d'autonomie, il est investi le 22 juillet 1982 président de la communauté autonome, par 21 voix pour et 16 contre, formant ensuite un conseil de gouvernement de dix membres, dont trois indépendants.

### Président de la Région
Aux élections autonomiques du 8 mai 1983, il est le chef de file du PSRM-PSOE. Il remporte alors plus de 52 % des voix et réalise le grand chelem en s'imposant dans les cinq circonscriptions électorales.
Andrés Hernández Ros est investi président de la région de Murcie par l'Assemblée régionale le 14 juin suivant, par 26 voix pour, 16 contre et 1 abstention. Il est officiellement nommé le 16 juin.

### Démission et fin de carrière
Le 4 mars 1984, deux journalistes révèlent que le secrétaire aux Finances du PSRM-PSOE et conseiller municipal de Murcie Francisco Serrano a tenté de les soudoyer pour qu'ils cessent de « critiquer » la gestion du chef de l'exécutif autonomique, des faits immédiatement dénoncés et condamnés par ce dernier. Déjà compromis dans une crise politique au sein du conseil de gouvernement et du PSRM-PSOE, Hernández Ros annonce le même jour devant le comité régional qu'il renonce à l'intégralité de ses responsabilités. Il signe son acte officiel de démission le 9 mars, qui est lu en session plénière de l'Assemblée régionale trois semaines plus tard. Il est relevé de ses fonctions le 31 mars.

### Décès
Il meurt le 26 juin 2016 à Murcie, à l'âge de 67 ans, des suites d'un cancer de l'estomac ; le gouvernement régional décrète alors trois jours de deuil officiel.